# Drakou-Höhle
Die Drakou-Höhle (griechisch Σπήλαιο του Δράκου) ist eine Kalksteinhöhle in Nordgriechenland, am Stadtrand von Kastoria, die erschlossen wurde und für Interessierte zugänglich ist.

## Lage
Die Höhle befindet sich im Stadtgebiet von Kastoria in Westmakedonien, direkt am Orestiada-See an der Paralimnia Straße zwischen dem Krankenhaus von Kastoria und der Kirche Panagia Mavriotissa, im Norden der Stadt.

## Beschreibung

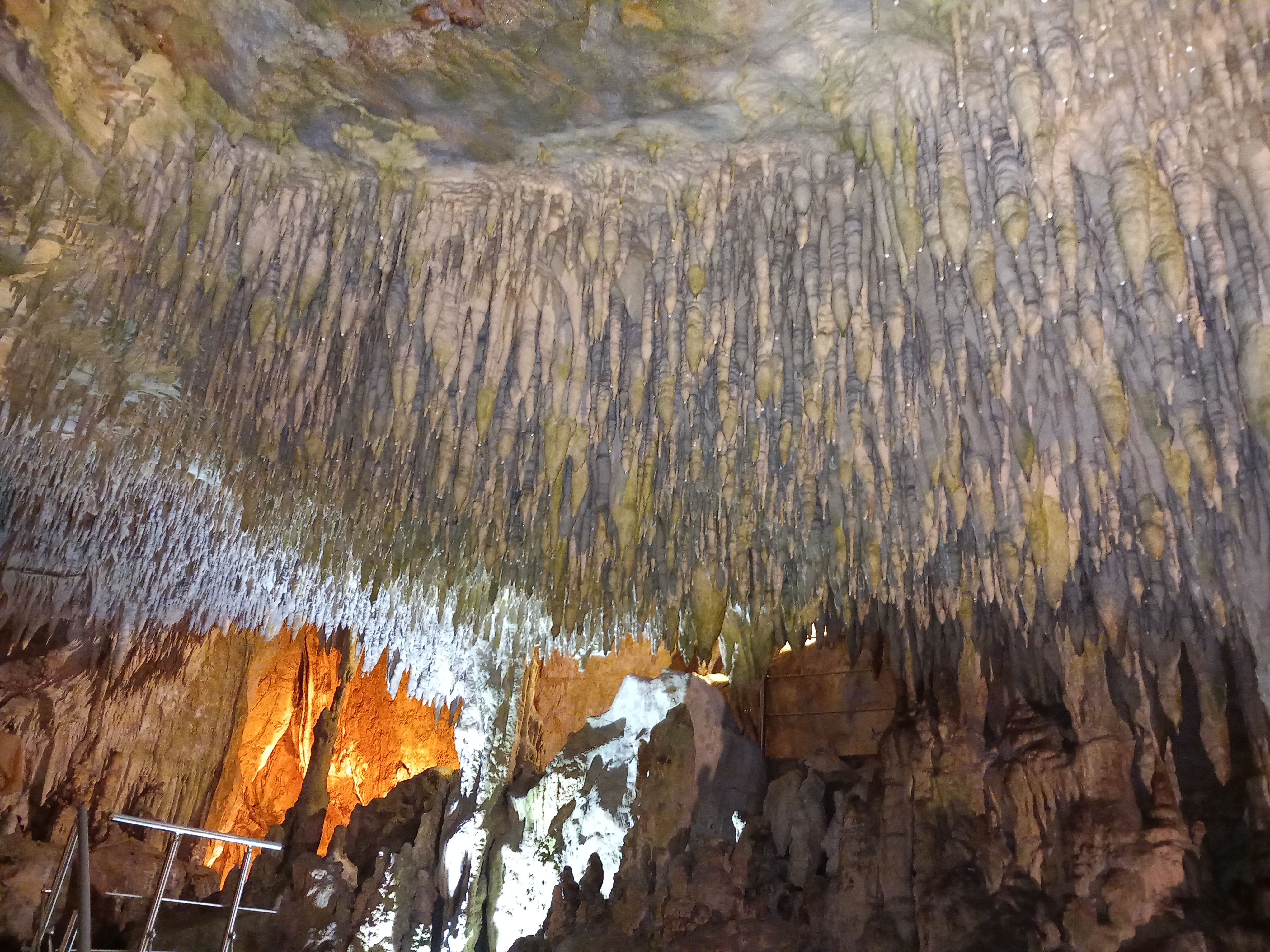
Stalaktiten in der Drakou-Höhle von Kastoria

Der Höhleneingang wurde an die lokale Architektur angepasst und mit Steinen und Holz verkleidet. Er ist mit einer Metalltür verschlossen.
Die Drakou-Höhle besitzt zahlreiche auch heute noch wachsende Stalaktiten und Stalagmiten in verschiedenen Formen sowie sieben unterirdische Süßwasser-Seen, die sich über die zehn kleinen und großen Säle verteilen, deren größter 45 × 17 Meter misst. Der größte See ist 20 Meter tief und 5 Meter breit. Durch die Drakou-Höhle führt ein 300 Meter langer, abgesicherter Weg mit drei Brücken. Am Ende des Rundgangs befindet sich ein Gang mit Informationen und Fotos zu der Höhle.
Die Temperatur in der Drakou-Höhle ist das ganze Jahr über konstant und liegt zwischen 16 und 18 ⁰C, während die Luftfeuchtigkeit bis zu 90 % beträgt. Um die Qualität der Luft zu sichern, dürfen sich nicht mehr als zwölf Personen gleichzeitig in der Höhle aufhalten, dies wird beim Einlass der Besucher beachtet.
In der Höhle konnten keine Spuren menschlicher Präsenz sichergestellt werden, aber es wurden Knochen eines Höhlenbärs (Ursus spelaeus) entdeckt, deren Alter auf 10.000 Jahre geschätzt werden. Diese inzwischen ausgestorbene Art lebte während des Pleistozäns in Europa. Die Männchen wogen bis zu 500 kg, die Weibchen 200 bis 250 kg. In aufrechter Haltung waren sie bis zu 3 Metern groß.
Die Höhle gehört zu den touristischen Attraktionen Kastorias, sie wurde 2017 von fast 34.000 Menschen besucht.

## Geschichte

### Chronologie der Erforschung
Früher war die Drakou-Höhle, deren Existenz in Zeiten des Osmanischen Reichs nicht bekannt war, nur vom See aus erreichbar. Zufällig wurde sie von Bewohnern Kastorias in den 1940er Jahren während der Deutschen Besatzung entdeckt, aber anfangs geheim gehalten. Nach dem Griechischen Bürgerkrieg baute das Militär die Paralimnia Straße direkt am Seeufer, sodass ein Zugang von Land aus geschaffen wurde. Anfang der 1950er Jahre besuchte der schwedische Höhlenforscher Lindberg die Drakou-Höhle und berichtete den Einwohnern Kastorias von deren beeindruckendem Inneren. Von 1963 bis 1969 wurde die Drakou-Höhle durch die griechischen Höhlenerforschungsgesellschaft (Ελληνική Σπηλαιολογική Εταιρεία) kartografiert und fotografiert. Anschließend bemühte sich die Gemeinde Kastoria um Gelder für die Erschließung und Öffnung der Höhle. Erst in den 1990er Jahren konnte der Plan umgesetzt werden. Nach Studien, Finanzierungen durch die EU und jahrelanger Arbeit öffnete die Höhle im Dezember 2009 ihre Pforten für die Öffentlichkeit. Dank ihrer modernen Ausstattung mit Beleuchtungsanlagen und einem Luftrecycling-System wurde sowohl die Erhaltung des natürlichen Zustands der Höhle ermöglicht, als auch gleichzeitig die Korrosion im Inneren der Höhle verhindert.

### Name und Mythos
Einem Mythos zufolge soll ein feuerspeiender Drache die Höhle mit einem großen Goldvorkommen bewacht haben. Dieser gab der Höhle ihren Namen; Drakos (δράκος) bedeutet „Drachen“ im Griechischen, Spilea tou Drakou auf Deutsch „Höhle des Drachens“. Nachdem im 8. oder 10. Jahrhundert n. Chr. der erste König der Stadt namens Kastor mit Besuchern in die Nähe der Höhle kam, stieg daraus Dampf empor. Kastor verkündete, dies sei der Atem des Drachens und wer ihn besiegen könne, würde zu großem Reichtum kommen. Ein junger, mutiger Mann soll gegen das Ungeheuer gekämpft und ihn mit seinem Speer getötet haben, sodass es im See versank. Nachdem den Göttern für seinen Sieg gedankt worden war, betraten einige Menschen mit Fackeln die Höhle. Durch den Sauerstoffmangel erlöschten diese nach einiger Zeit. Im Dunkeln soll eine Stimme verkündet haben, dass sowohl derjenige, der sich bückt und von dem Schlamm etwas mitnimmt, als auch derjenige, der dies nicht tut, seine Tat bereuen werde. So nahmen nur wenige Mutige Schlamm aus der Höhle mit und dieser soll am Tageslicht zu flüssigem Gold geworden sein.